# Jack Arnold

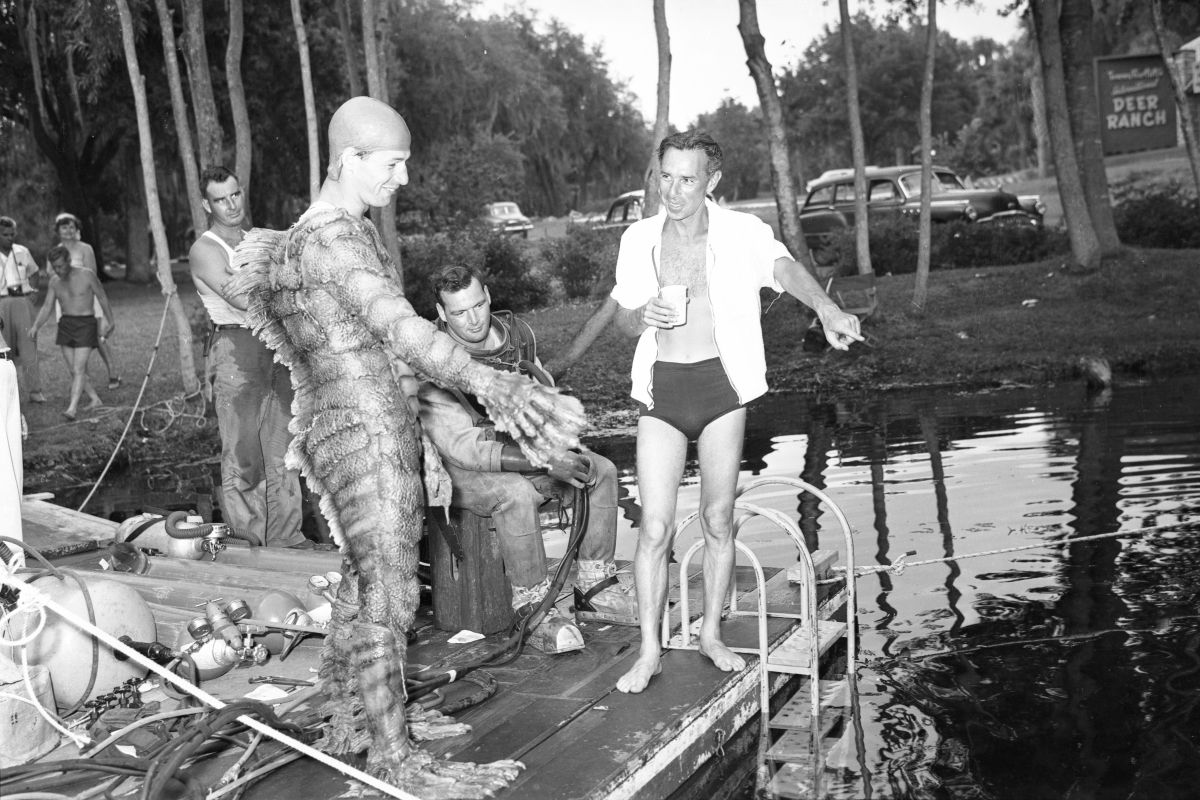
Jack Arnold (r.) beim Dreh zu Der Schrecken vom Amazonas

Jack Arnold, geboren als John Arnold Waks (* 14. Oktober 1916 in New Haven, Connecticut; † 17. März 1992 in Woodland Hills, Kalifornien), war ein US-amerikanischer Filmregisseur. In den 1950er Jahren schuf er eine Reihe von Science-Fiction- und Horrorfilmen wie Gefahr aus dem Weltall, Der Schrecken vom Amazonas und Tarantula, die heute als Klassiker ihrer Genres gelten.

## Frühe Jahre
Jack Arnold wurde als Kind von Matthew Waks, einem russisch-jüdischen Emigranten, und Edith Pagovitch in New Haven, Connecticut, geboren. Nach frühen Engagements als Theaterschauspieler trat er mit Ausbruch des Zweiten Weltkriegs dem Air Corps bei, wo er als Kameramann für den namhaften Dokumentarfilmer Robert Flaherty erste Erfahrungen im Filmemachen sammelte. Nach dem Krieg gründete er mit Lee Goodman die Produktionsgesellschaft Promotional Film Company, die sich auf Industriefilme spezialisierte.

## Karriere
Im Jahr 1950 debütierte Arnold mit dem dokumentarischen Spielfilm With These Hands, der für den Oscar nominiert wurde und in dem er selber eine Nebenrolle als kommunistischer Agitator spielte. Der Film brachte ihm in der Folge einen Siebenjahresvertrag mit dem Produktionsstudio Universal ein.
Im Jahr 1953 drehte Arnold mit Gefahr aus dem Weltall seinen ersten Science-Fiction-Film und gleichzeitig den ersten 3D-Film von Universal. Produzent des Films war William Alland, mit dem Arnold bis Tarantula eine erfolgreiche Zusammenarbeit verband. Einen großen kommerziellen Erfolg verzeichnete er mit dem im nächsten Jahr entstandenen Horrorfilm Der Schrecken vom Amazonas, der von vielen Kritikern und Filmhistorikern wie Georg Seeßlen als stellvertretend für das Subgenre des Monsterfilms und als wichtiger Einfluss auf Filme wie Steven Spielbergs Der weiße Hai (1975) betrachtet wird.
Neben der Fortsetzung Die Rache des Ungeheuers (1955) inszenierte Arnold noch zwei weitere wichtige Genrefilme in den 1950er Jahren, Tarantula (1955) und Die unglaubliche Geschichte des Mr. C. (1957) nach einem Drehbuch von Richard Matheson. Für Metaluna IV antwortet nicht (1955, Regie: Joseph M. Newman) drehte er Szenen nach, wurde jedoch nicht in den Titeln genannt.
Im Jahr 1957 endete Arnolds Vertrag mit Universal. Seine späteren Science-Fiction-Filme, darunter die für Paramount entstandene William Alland-Produktion The Space Children (1958), wie auch seine Ausflüge in andere Filmgenres gelten retrospektiv als weniger bedeutend. Größere Bekanntheit erlangte dagegen die in Großbritannien gedrehte Satire Die Maus, die brüllte (1959), die Arnold – neben Die unglaubliche Geschichte des Mr. C. – zu seinen persönlichen Favoriten zählte.
In den 1960er Jahren verlagerte Arnold seinen Arbeitsbereich zusehends auf Fernsehserien wie Dr. Kildare (1961), Gilligans Insel (1964), Immer wenn er Pillen nahm (1967), Ihr Auftritt, Al Mundy (1968), Drei Mädchen und drei Jungen (1969) und Ein Sheriff in New York (1970).
Ab den 1970er Jahren verschlechterte sich sein Gesundheitszustand zusehends, doch bis 1984 drehte er noch Folgen für Serien wie Love Boat (1979) und Ein Colt für alle Fälle (1981). Im Jahr 1984 absolvierte er noch einen Kurzauftritt in John Landis’ Komödie Kopfüber in die Nacht.

## Themen
„Gaben die Science-fiction/Monster-Filme den Zeitgeist der fünfziger Jahre am besten wieder, so waren innerhalb dieses Genres die Filme von Jack Arnold am signifikantesten für die Traumen und Neurosen der Dekade. […] bis 1958 entstanden unter seiner Regie und seiner Mitautorenschaft bei Universal eine Reihe von Science-fiction-Filmen, deren mythopoetische Qualitäten sie weit über die allmählich immer formelhafter werdenden Monster-Filme hinausheben. Während in den meisten Filmen des Genres die Gefühle und Bewegungen der Charaktere völlig zweitrangig gegenüber den Erscheinungen sind, sind in Arnolds Filmen eher «die Gestalten eine – etwas verfremdete – Inszenierung von Gefühlen» […] Sein Gesamtwerk im Genre lässt sich in einer fortschreitenden Linie als die melancholische Abhandlung der verschiedenen Stadien der erotischen Domestizierung bezeichnen: die erste, unbewußte erotische Attacke, die erste, ebenso unbewußte Verführung («Creature from the Black Lagoon»), das violente Aufbrechen einer Zweierbeziehung und die Wiederherstellung des Status quo («Revenge of the Creature»), die beginnende Angst des Mannes vor der Macht der Frau («Tarantula!»), die Ehe und ihre Folgen für den Mann («The Incredible Shrinking Man»), der Aufstand der Kinder («The Space Children») und schließlich die unguten Nebeneffekte der akademisch-wissenschaftlichen Sozialisationsinstanz («Monster on the Campus»). […] Seine Filme sind die mythopoetische Beschreibung der amerikanischen Familie und ihrer Genesis.“ – Georg Seeßlen

## Filmografie (Auswahl)
Regie
- 1950: With These Hands (Dokumentar-Spielfilm; R& Produktion)
- 1953: Frauen in der Nacht (Girls in the Night)
- 1953: Gefahr aus dem Weltall (It Came from Outer Space)
- 1953: Das gläserne Netz (The Glass Web)
- 1954: Der Schrecken vom Amazonas (Creature from the Black Lagoon)
- 1955: Duell mit dem Teufel (The Man from Bitter Ridge)
- 1955: Die Rache des Ungeheuers (Revenge of the Creature)
- 1955: Metaluna IV antwortet nicht (This Island Earth) (Co-Regie, ungenannt)
- 1955: Tarantula (Tarantula)
- 1956: Auf der Spur des Todes (Red Sundown)
- 1956: Du oder ich (Outside the Law)
- 1957: Des Teufels Lohn (Man in the Shadow)
- 1957: Kreuzverhör (The Tattered Dress)
- 1957: Die unglaubliche Geschichte des Mister C. (The Incredible Shrinking Man)
- 1958: Immer Ärger mit den Frauen (The Lady Takes a Flyer)
- 1958: Auf der Kugel stand kein Name (No Name on the Bullet)
- 1958: Mit Siebzehn am Abgrund (High School Confidential)
- 1958: The Space Children
- 1958: Der Schrecken schleicht durch die Nacht (Monster on the Campus)
- 1959: Die Maus, die brüllte (The Mouse That Roared)
- 1961: Junggeselle im Paradies (Bachelor in Paradise)
- 1963: Staatsaffären (A Global Affair)
- 1964: Ein tollkühner Draufgänger (The Lively Set)
- 1974: Detektiv Stone – Dem Rauschgift auf der Spur (Black Eye)
- 1976: Per Saldo Mord (The Swiss Conspiracy)

andere Funktionen
- 1957: Das Geheimnis des steinernen Monsters (The Monolith Monsters) (Idee)